# Göynükler, Abana
Göynükler là một xã thuộc huyện Abana, tỉnh Kastamonu, Thổ Nhĩ Kỳ. Dân số thời điểm năm 2008 là 46 người.